# La Barranca
Pour les articles homonymes, voir Barranca.
La Barranca est un groupe de rock progressif mexicain, originaire de Mexico. Le leader est José Manuel Aguilera qui était déjà connu pour être à l'initiative d'autres formations musicales telle que Sangre Azteka, Jaguares, Nine Rain, et Odio Fonqui.
En 1994 sort leur premier album, El fuego de la noche, qui est immédiatement reconnu par la presse spécialisée. Par exemple, le magazine La Banda Elástica de Los Angeles le considère « disque de l'année ». La Barranca est considéré par la presse spécialisée mexicaine comme le « meilleur groupe à ses débuts » en 1994.

## Biographie

### Origines et débuts (1993–1999)
La Barranca émerge de manière informelle à la fin de 1993 lorsque le guitariste José Manuel Aguilera et le bassiste Federico Fong se retrouvent à Mexico pour enregistrer des chansons sur un magnétophone quatre têtes. Les chansons qui y sont enregistrées (Al Final de la Playa, Los Muertos, El Sur et Tu Boca) indiquent aux musiciens la possibilité d’un nouveau parcours, d’un style musical différent qui les pousse à travailler davantage de morceaux dans cette direction.
José Manuel et Federico avaient joué ensemble pour la première fois sur scène à côté de Doctor Fanatik en 1992, dans un groupe de performance appelé La Suciedad de las Sirvientas Puercas. De courte durée, ce groupe présente également la possibilité de jouer avec le batteur Alfonso André, avec qui tous deux avaient déjà travaillé séparément à différentes occasions.
À la fin de ce groupe, José Manuel invite Federico à collaborer avec Sangre Asteka, groupe avec lequel il avait enregistré un album éponyme en 1990, avec l'accordéoniste Humberto Álvarez, et auquel Federico s'est joint. José Manuel et Alfonso André continuent également à se voir et à faire de la musique en duo, bien qu’ils n’apparaissent jamais en direct. Federico collabore avec Sante Asteka, jusqu'à la fin de l'année 1993. Mais le contact avec José Manuel demeure et c'est ainsi que, après la dissolution de Sangre Asteka en 1994, les musiciens se réunissent pour travailler sur un nouveau groupe original.
À ceux-ci s'ajoutent d'autres qu'Aguilera avait développés seul dans les dernières étapes d'Asteka Blood, parmi lesquelles La Barranca et El Síndrome. Après une période de composition qui met en scène des morceaux tels que Reptil, Quemate lento et Esa Madrugada, Aguilera et Fong accumulent suffisamment de matériel pour enregistrer un album et se consacrent à cette tâche. À cette période, ils n'ont pas encore trouvé de nom pour le groupe, et n'y joué sur scène. Pour la réalisation de l'album, il fallait trouver un batteur. Après plusieurs auditions, José Manuel et Federico finissent par jeter leur dévolu sur leur collègue Alfonso André, qui s'intègre de manière naturelle. C'est ainsi qu'ils se lancent dans la production de ce qui sera El Fuego de la noche.
L'enregistrement de El Fuego de la noche s'effectue à Guadalajara pendant la semaine de Pâques 1994. C'est là que, sur la suggestion d'Alfonso, le groupe décide d'adopter le nom d'une des chansons enregistrées ce week-end, qui les convainc avoir donné vie à une nouvelle entité musicale, La Barranca. C'est avec ce nom qu'ils apparaissent enfin sur la scène de Bar Mata, au centre de Mexico, en septembre 1994.
En 1997 sort leur deuxième album, Tempestad chez BMG-Ariola. Après avoir visité le Mexique et les États-Unis pour soutenir leurs deux premiers albums, Aguilera et Fong décident de continuer à travailler exclusivement avec La Barranca. À ce moment-là, Cox Gaitan est officiellement intégré au sein du groupe. Et c'est comme ça, en tant que quatuor, que le groupe enregistre Tempestad.

### Los Muchachos (2001-2006)
En 2001, la Barranca fait une pause. Federico s'installe à l'étranger et Aguilera publie un album de musique instrumentale, Yendo al cine solo. Pour les concerts du groupe, ils intègrent Otaola, José María Arreola à la batterie (qui alternait dans les présentations en direct du Ravine avec Alfonso André) et de son frère Alonso Arreola à la basse. C'est avec cette formation de quatuor que La Barranca entre en studio pour continuer sa trajectoire, avec une seconde formation.
C'est ainsi que Denzura est enregistré en 2003, suivi en 2004 par un EP inédit sur Internet intitulé Cielo protector. Avec Denzura et Cielo protector, le groupe décide de tenter une expérience, une technique de promotion basée sur la technologie multimédia et Internet : un PC interactif pour Denzura, et un site web spécial pour les téléchargements exclusifs pour ceux qui acquièrent Cielo protector.
En 2005, ils enregistrent El Fluir au studio El Cielo de Monterrey. L'album est partiellement enregistré en direct en studio, avec un minimum de moyens supplémentaires. Considéré parmi les 10 meilleurs de l'année par le magazine Rolling Stone' et meilleur de l'année par La Mosca, l'album révèle des morceaux tels que Zafiro, El Fluir, Ser un destello et Por donde pasas, qui sont rapidement intégrés dans le répertoire live du groupe. La Barranca se produit au festival Mexico Now, à New York, et participe à la FIL de Guadalajara.
En 2006, le groupe fait à nouveau une pause, Alejandro Otaola, Alonso et José María Arreola quittant le groupe en raison de divergences créatives. Otaola publie son album Fractales tandis qu'Alonso sort également LabA: Música Horizontal.

### Nouveaux albums (2007-2012)
En 2007, Ildefonso André et Federico Fong reforment La Barranca pour une troisième phase. Ainsi, encore une fois en trio et indépendant, le groupe se réunit au Submarino del Aire,.
En 2008, La Barranca sort Providencia, son septième album, en étroite collaboration avec Eduardo del Águila, responsable et coproducteur des trois derniers albums de La Barranca. Providencia est un nouveau chapitre de sa discographie qui marque différentes routes sonores. L'album est présenté d'abord dans les SOB de New York, puis dans deux concerts aux Teatro Diana, Guadalajara, et Metropolitan, à Mexico.
En 2009, La Barranca écrit un morceau pour le film muet de 1925, El Fantasma de la Opera de Rupert Julian.
En 2010, à l'occasion de ses 15 ans d'existence, La Barranca entre de nouveau en studio pour produire Piedad ciudad, leur album le plus ambitieux et le plus puissant, auquel participent Adolfo Romeroà la guitare et Navi Naas et Alfonso André à la batterie. L'album est illustré par la peinture de Pedro Friedeberg, Ciudad de Naranjas.
En 2012, le groupe revient à Guadalajara et se produit au Teatro Diana avec un concert électro-acoustique. Ils sont également invités au festival international du 5 mai, où ils se produisent au mois d'avril. En août, ils jouent à la Plaza Condesa de Mexico avec un concert électro-acoustique. Ce soir-là, en plus d'accueillir Enrique Castro qui rejoint le groupe, jouant du marimba et des percussions électroniques, le groupe en profite pour présenter certaines des chansons qui feront partie de leur nouveau disque,. En octobre, ils se produisent au Centro Cultural Mexiquense Bicentenario et reviennent à Jalisco pour jouer au cinquième festival de la bière à Zapopan.

## Membres

### Membres actuels
- José Manuel Aguilera - chant, guitare (depuis 1994)
- Alfonso André - batterie (depuis 1994-2000, depuis 2007)
- Navi Naas - batterie (depuis 2009)
- Adolfo Romero - guitare, chœurs (depuis 2009)
- Ernick Romero - basse (depuis 2014)
- Yann Zaragoza - piano, synthétiseurs (depuis 2015)

## Discographie

### Albums studio
- 1995 : El fuego de la noche (Opción Sónica)
- 1997 : Tempestad (BMG)
- 1999 : Rueda de los tiempos (Manicomio/Universal)
- 2002 : Denzura (MW)
- 2005 : El fluir (La Barranca/Fractal)
- 2008 : Providencia (La Barranca)
- 2010 : Piedad ciudad (Fonca)
- 2013 : Eclipse de memoria (Fonarte Latino)
- 2015 : Fatális (Fonarte Latino)
- 2018 : Lo eterno (Fonarte Latino)

### EP
- 1997 : Día negro
- 2004 : Cielo protector

### Singles
- 2017 : Cuervos (Fonarte Latino)
- 2018 : Brecha (Fonarte Latino)